# Contrato típico
Contrato típico o nominado es aquel cuyos elementos esenciales se encuentran regulados en la legislación positiva. El contrato típico se encuentra regido por la ley vigente al menos en su estructura fundamental, a partir de la cual es posible determinar sus principales caracteres y efectos jurídicos.

## Contratos típicos
Si bien cada Estado determina en su legislación los contratos que estima adecuados mantener regulados de manera típica, la generalidad de los países que integran el sistema continental reconocen en sus ordenamientos los siguientes contratos:
- Contrato de promesa
- Contrato de donación
- Contrato de compraventa
- Contrato de permuta
- Contrato de arrendamiento
- Contrato de sociedad
- Contrato de mandato
- Contrato de comodato
- Contrato de mutuo
- Contrato de depósito
- Contrato de fianza
- Contrato de prenda
- Contrato de hipoteca
- Contrato de censo
- Contrato de anticresis
- Contrato de transacción
- Contrato de novación
- Contrato de apuesta
- Contrato de transporte
- Contrato de seguro
- Contrato de cuenta corriente
- Contrato de cesión de derechos
- Contrato de edición
- Contrato de matrimonio
- Contrato individual de trabajo
- Contrato colectivo de trabajo
- Contrato de prestación de servicios